# Đỗ Đức Dục
Đỗ Đức Dục (1915–1993) (còn có bút danh Trọng Đức, Như Hà, Tảo Hoài) là nhà trí thức cách mạng, nhà báo, nhà lý luận, dịch giả, nhà nghiên cứu văn học Việt Nam và văn học Pháp, nguyên Phó Tổng Thư ký Đảng Dân chủ Việt Nam, Thứ trưởng Bộ Văn hóa, Thứ trưởng Bộ Giáo dục, nghiên cứu viên Viện Văn học thuộc Ủy ban Khoa học Xã hội (nay là Viện Hàn lâm Khoa học xã hội Việt Nam), Hội viên Hội nhà văn Việt Nam.

## Thân thế và sự nghiệp
Ông sinh ngày 15 tháng 8 năm 1915, quê quán xóm Trung, làng Xuân Tảo (tục gọi là Cáo Đỉnh), huyện Từ Liêm, phủ Hoài Đức, tỉnh Hà Đông, nay là phường Xuân Đỉnh, quận Bắc Từ Liêm, Hà Nội.
Xuất thân trong một gia đình Nho học dòng dõi, dòng họ ông những đời trước trước đều có nhiều người khoa bảng, có cụ được tước Hồng Lô ở triều đình Huế. Ông mồ côi cha từ thuở nhỏ, được ông chú là ông Đỗ Uông (y sĩ Đông Dương, sau đó có thời kỳ làm Giám đốc nhà thương Cống Vọng, nay là Bệnh viện Bạch Mai) nuôi cho ăn học thành tài, thuở nhỏ học trường Albert Sarraut, trường Bưởi, theo học luật khoa trường Viện Đại học Đông Dương khóa 1935-1938 và đậu cử nhân loại ưu năm 1938.
Trước Cách mạng Tháng Tám Đỗ Đức Dục tham gia phong trào truyền bá chữ quốc ngữ, viết báo, dạy học tư ở Hà Nội và Vinh, là chủ bút tạp chí Thanh Nghị, chủ bút báo Độc lập cơ quan ngôn luận của Đảng Dân chủ Việt Nam từ những ngày đầu báo mới ra đời năm 1944.
Sau 1945 ông lần lượt đảm nhiệm các chức vụ Phó Tổng Thư ký Đảng Dân chủ Việt Nam (1945–1958), Đại biểu Quốc dân Đại hội Tân Trào, Đổng lý Văn phòng Bộ Quốc gia Giáo dục (1945), Đại biểu Quốc hội khóa I, Ủy viên Tiểu ban dự thảo Hiến pháp nước Việt Nam dân chủ cộng hòa, Thứ trưởng Bộ Giáo dục (1946).
Trong kháng chiến chống Pháp ông lên Việt Bắc, làm Phó bí thư Tổng bộ Việt Minh (1947–1950), Ủy viên Ủy ban Trung ương Mặt trận Liên Việt (1950–1955), Chủ nhiệm báo Độc lập (1950–1957), Giám đốc Trường viết báo Huỳnh Thúc Kháng (1949).
Sau hòa bình lập lại năm 1954 ông lần lượt đảm nhiệm: Thứ trưởng Bộ Văn hóa, Ủy viên Ủy ban Trung ương mặt trận Tổ quốc Việt Nam, Phó Chủ tịch Hội hữu nghị Việt Xô (1955–1960), Phó chủ tịch Hội Nhà báo Việt Nam (1946–1960).
Sau năm 1960, do những quan điểm chính trị khác biệt ông không còn tham gia nhiều vào hoạt động của Đảng Cộng sản Việt Nam.
Từ năm 1960 đến năm 1975 ông trở thành chuyên viên nghiên cứu văn học Pháp của Phòng văn học nước ngoài, Viện Văn học.
Ông qua đời ngày 24 tháng 9 năm 1993. Mãi đến thời kỳ Đổi mới, uy tín ông được phần nào phục hồi, và ông được truy tặng Huân chương Độc lập năm 2001.

## Tác phẩm chính

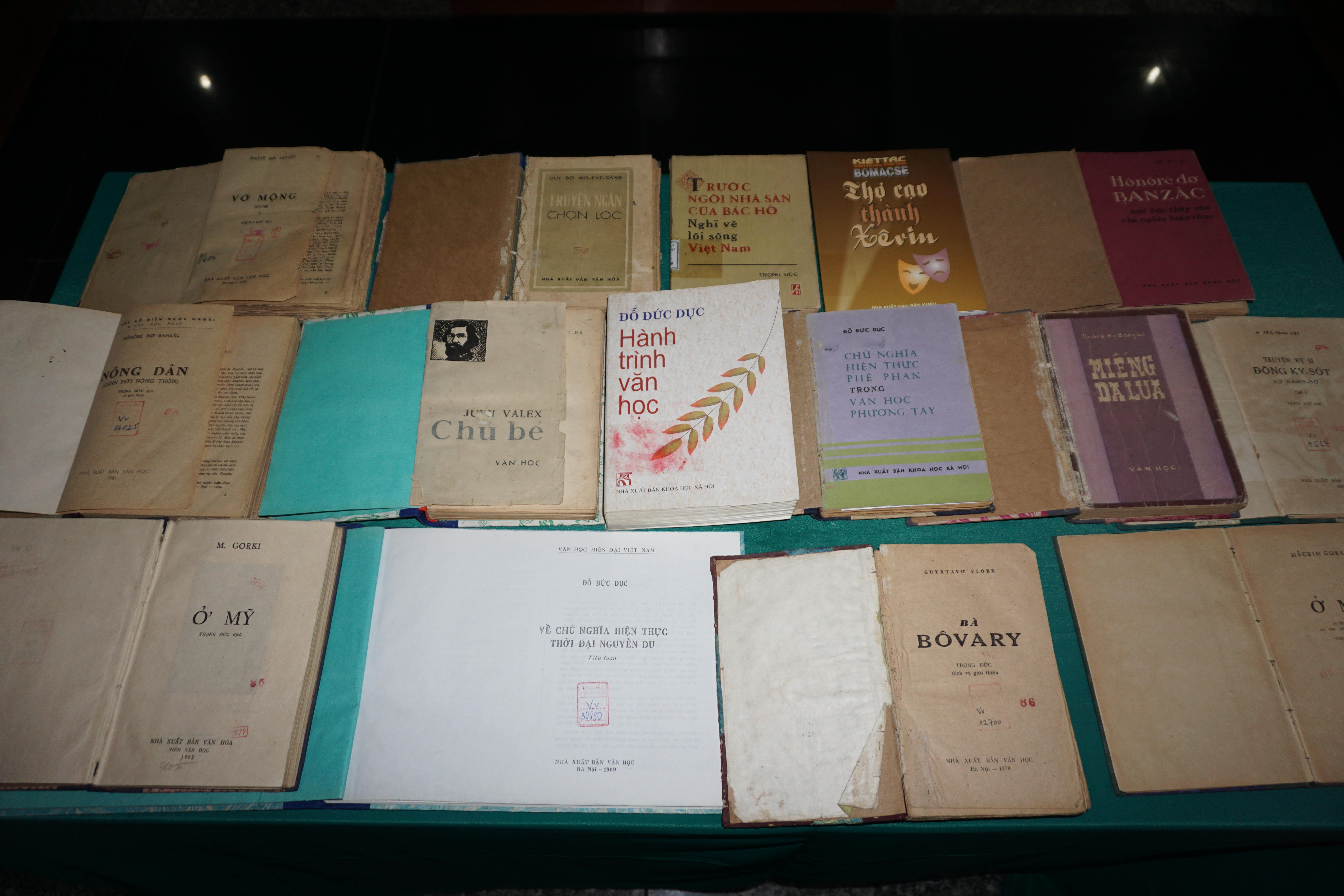
Sách nghiên cứu, dịch thuật của Đỗ Đức Dục và của một số tác giả viết về Đỗ Đức Dục

Cuộc đời và sự nghiệp của Đỗ Đức Dục, "khởi đầu bằng văn học và kết thúc cũng bằng văn học, âu cũng là định mệnh" như lời ông đã nói. Khi còn làm báo trước đây, ngoài viết báo dưới các bút danh khác nhau (mà hiện nay thống kê có tới hàng ngàn bài), Đỗ Đức Dục cũng viết và dịch một số tác phẩm văn học in trên tạp chí Thanh Nghị, báo Độc lập; sáng tác một số truyện ngắn và thơ. Trong quãng đời hoạt động cách mạng với tư cách một chiến sĩ hết mình đấu tranh cho sự nghiệp dân chủ của nhân dân, ông đã để lại những tác phẩm có tiếng vang lớn, đáng chú ý là những bài viết:
- Giải thích bản Hiệp định sơ bộ Việt - Pháp (Độc lập, số 94 đến 99, 102 đến 104, 1946)
- Ba năm dân chủ (Độc lập, số 2, 1948)
- Quan hệ giữa chính trị và chuyên môn (Độc lập, số 11–12, 1949)
- Mặt trận nhân dân trong cách mạng dân chủ mới Việt Nam (Độc lập, số 14, 1949)
- Nhiệm vụ và triển vọng của Mặt trận Dân tộc thống nhất (Độc lập, số 19-20, 1950)
- Đảng Dân chủ Việt Nam phải làm gì trong giai đoạn chuyển mạnh sang tổng phản công (Độc lập, số 23, 1950)
- Hai tác dụng lớn của việc thực hiện chính sách ruộng đất (Độc lập, số 37, 1953)
- Chính sách khôi phục kinh tế (đọc trước Quốc hội khóa V, Độc lập, số 125-126, 1955)
- Người trí thức trong cuộc thống nhất văn hóa tư tưởng giữa hai miền (Độc lập, số 1088, 1976)
- Thanh niên trí thức Việt Nam đi vào cuộc Cách mạng tháng 8 như thế nào (Hồi ký, tạp chí Xưa và Nay, số 9, 1995)

Với tư cách là nghiên cứu viên, dịch giả văn học Việt Nam và văn học nước ngoài, chưa kể những công trình in trên các tạp chí chuyên ngành, ông đã xuất bản những tác phẩm chính sau:
- Một tháng ở Liên Xô (bút ký, 1955)
- H. Balzac - một bậc thầy của chủ nghĩa hiện thực (1966)
- Chủ nghĩa hiện thực phê phán trong văn học phương Tây (1981)
- Trước ngôi nhà sàn của Bác Hồ (nghĩ về lối sống Việt Nam) (1985)
- Về chủ nghĩa hiện thực thời đại Nguyễn Du (1989)
- Hành trình văn học (2003)
- Truyện ngắn chọn lọc (dịch của Maupassant, 1960)
- Vỡ mộng (bút danh Trọng Đức, dịch của Balzac, 1964, tái bản 2001)
- Miếng da lừa (bút danh Trọng Đức, dịch của Balzac, 1973, tái bản 1985, 2001)
- Bà Bovary (dịch của Flaubert, 1978)
- Nông dân (bút danh Trọng Đức, dịch của Balzac, 1981)
- Hiệu hạnh phúc các bà (Zola, 1986)
- Ở Mỹ (dịch của Gorky, 1992).

## Giải thưởng
- Huy chương vì sự nghiệp giáo dục (truy tặng, 1993)
- Huy chương vì sự nghiệp văn hóa quần chúng (truy tặng, 1993)
- Huy chương Chiến sĩ văn hóa (truy tặng, 1993)
- Huân chương Độc lập hạng Nhất (truy tặng, 2001)
- Hiện nay, ở Thành phố Hồ Chí Minh có con đường mang tên ông, theo quyết định của Ủy ban nhân dân thành phố ngày 13 tháng 7 năm 1999. Đường nằm trên địa bàn phường 18 quận Tân Bình, từ đường Phú Thọ Hòa đến đường số 20. Đường Đỗ Đức Dục dài khoảng 150 mét, lộ giới 12 mét. Từ năm 2008, ở quận Nam Từ Liêm, thành phố Hà Nội cũng có con phố mang tên phố Đỗ Đức Dục, là đoạn từ ngã 3 đường Phạm Hùng, bên trái là Bảo tàng Hà Nội, đến ngã 3 giao cắt với phố Miếu Đầm[3].